# Šobec
Šobec je ime avtokampa, ki je oddaljen dva kilometra od avtoceste Jesenice - Ljubljana. 
Avtokamp leži ob Šobčevem bajerju. To je malo umetno jezero, ki je nastalo ob zajezitvi pritokov izpod višje rečne terase, na kateri leži južni del naselja Lesce. Bajer leži na 421 metrov nadmorske višine, njegova vodna površina znaša 2,6 hektarjev, globina doseže 3 metre. Oblika bajerja je podobna elipsi, razteza se v smeri sever - jug. Šobčev bajer je dobil ime po kmetiji pri Šobcu, ki stoji v bližini bajerja.
Kamp ob bajerju se nahaja v borovem gozdu zraven Save Dolinke. Razteza se na površini 15 hektarjev. Kamp spada med kampe višje kategorije. Pozimi je zaprt, a kljub temu vanj čez celo leto zahajajo gostje iz različnih delov Evrope, saj ponuja razna izhodišča za sprehode.